# Afterlife: Chaos im Jenseits
Afterlife ist ein Computerspiel aus dem Genre der Wirtschaftssimulationen und wurde 1996 von LucasArts veröffentlicht.

## Spielprinzip
Das Ziel des Spiels ist es, einen Himmel und eine Hölle erfolgreich zu managen. Da die Seelen unterschiedlich tugendhaft beziehungsweise sündig waren und unterschiedlichen Glaubensrichtungen angehören, sind sie ganz individuell zu behandeln. Manche bleiben für ewig, wo sie sind, manche reinkarnieren, andere wechseln mehrfach zwischen Himmel und Hölle. Aber von dem einzelnen Schicksal der Seelen erfährt man an sich nichts, hat man es doch mit Tausenden bis Millionen Seelen zu tun. Die Glaubensrichtung kann beeinflusst werden. Auch muss man zusehen, dass die Vermehrung auf dem dazugehörenden Planeten nicht zurückgeht. Und weiterentwickeln sollen sie sich auch. Teufel und Engel müssen als Aufpasser auch gemanagt werden. Zusätzlich gibt es einige höllische und himmlische Katastrophen. Wer sehr ungeschickt ist, auf den warten letztlich die vier Apokalyptischen Reiter.

## Rezeption
PC Action kommentierte grafische Schwächen durch zu wenige und zu ruckelige Animationen. Es ähnele sehr stark SimCity 2000, aber verkompliziere dessen Spielprinzip. Petra Maueröder von PC Games meinte, dass es viel zu entdecken gäbe. Die Anleitung sei aber unzureichend. Vieles sei durch die abstrakte Thematik unverständlich. Die Idee samt sarkastischen Gebäudebeschreibungen sei ungeheuer einfallsreich. Peter Steinlechner von Power Play verwies auf den hohen Schwierigkeitsgrad. Die Grafik wirke überladen und lasse Details schwer erkennen. Die beiden Ratgeber aus Himmel und Hölle seien eine witzige Idee. Heinrich Lenhardt von PC Player gab sich enttäuscht. Spielerisch wirke vieles unpassend und aufgesetzt. Das Nachjustieren einzelner Felder sei mühselig. Ein Mehrspielermodus fehle. Das Handbuch enthielte nur Auszüge aus dem Strategiebuch, das zusätzlich zu erwerben sei.